# San Fernando (Camarines Sur)
San Fernando is een gemeente in de Filipijnse provincie Camarines Sur op het eiland Luzon. Bij de laatste census in 2007 had de gemeente bijna 31 duizend inwoners.

## Geografie

### Bestuurlijke indeling
San Fernando is onderverdeeld in de volgende 22 barangays:
| - Alianza - Beberon - Bical - Bocal - Bonifacio - Buenavista - Calascagas - Cotmo - Daculang Tubig - Del Pilar - Grijalvo | - Gñaran - Lupi - Maragñi - Pamukid - Pinamasagan - Pipian - Planza - Rizal - San Joaquin - Santa Cruz - Tagpocol |

## Demografie
San Fernando had bij de census van 2007 een inwoneraantal van 30.697 mensen. Dit zijn 3.264 mensen (11,9%) meer dan bij de vorige census van 2000. De gemiddelde jaarlijkse groei komt daarmee uit op 1,56%, hetgeen lager is dan het landelijk jaarlijks gemiddelde over deze periode (2,04%). Vergeleken met de census van 1995 is het aantal mensen met 6.501 (26,9%) toegenomen.

De bevolkingsdichtheid van San Fernando was ten tijde van de laatste census, met 30.697 inwoners op 71,76 km², 427,8 mensen per km².